# Chase Balisy
Chase Balisy, född 2 februari 1992, är en amerikansk professionell ishockeyforward som är kontrakterad till NHL-organisationen Ottawa Senators och spelar för deras primära samarbetspartner Belleville Senators i AHL. 
Han har tidigare spelat på NHL-nivå för Florida Panthers och på lägre nivåer för Springfield Thunderbirds, Portland Pirates och St. John's Icecaps i AHL, Western Michigan Broncos (Western Michigan University) i NCAA samt Team USA i NAHL och USHL.
Balisy draftades i sjätte rundan i 2011 års draft av Nashville Predators som 170:e spelare totalt.

## Statistik
| 2007–2008   | Toronto Jr. Canadiens    | GTHL        | 80  | 40 | 110 | 150 | —   | — | — | — | — | — |
| 2008–2009   | U.S. National U17 Team   |             | 25  | 4  | 13  | 17  | 6   | — | — | — | — | — |
|             | Team USA                 | NAHL        | 42  | 8  | 14  | 22  | 8   | 9 | 0 | 3 | 3 | 0 |
| 2009–2010   | Team USA                 | USHL        | 28  | 5  | 6   | 11  | 8   | — | — | — | — | — |
|             | U.S. National U17 Team   |             | 2   | 0  | 1   | 1   | 2   | — | — | — | — | — |
|             | U.S. National U18 Team   |             | 65  | 9  | 17  | 26  | 16  | — | — | — | — | — |
| 2010–2011   | Western Michigan Broncos | NCAA        | 42  | 12 | 18  | 30  | 12  | — | — | — | — | — |
| 2011–2012   | Western Michigan Broncos | NCAA        | 41  | 13 | 24  | 37  | 35  | — | — | — | — | — |
| 2012–2013   | Western Michigan Broncos | NCAA        | 38  | 11 | 14  | 25  | 12  | — | — | — | — | — |
| 2013–2014   | Western Michigan Broncos | NCAA        | 40  | 13 | 24  | 37  | 14  | — | — | — | — | — |
| 2014–2015   | St. John's Icecaps       | AHL         | 73  | 21 | 23  | 44  | 30  | — | — | — | — | — |
| 2015–2016   | Portland Pirates         | AHL         | 69  | 9  | 17  | 26  | 12  | 2 | 0 | 1 | 1 | 0 |
| 2016–2017   | Springfield Thunderbirds | AHL         | 76  | 17 | 28  | 45  | 26  | — | — | — | — | — |
| 2017–2018   | Florida Panthers         | NHL         | 8   | 0  | 0   | 0   | 0   | — | — | — | — | — |
|             | Springfield Thunderbirds | AHL         | 67  | 14 | 21  | 35  | 61  | — | — | — | — | — |
| 2018–2019   | Belleville Senators      | AHL         | —   | —  | —   | —   | —   | — | — | — | — | — |
| NHL totalt  | NHL totalt               | NHL totalt  | 8   | 0  | 0   | 0   | 0   | — | — | — | — | — |
| AHL totalt  | AHL totalt               | AHL totalt  | 285 | 61 | 89  | 150 | 129 | 2 | 0 | 1 | 1 | 0 |
| NCAA totalt | NCAA totalt              | NCAA totalt | 161 | 49 | 80  | 129 | 73  | — | — | — | — | — |

### Internationellt
| Källa: Uppdaterad: 2017-10-29 | Källa: Uppdaterad: 2017-10-29 | Källa: Uppdaterad: 2017-10-29 |         | Utv = Utvisningsminuter | Utv = Utvisningsminuter | Utv = Utvisningsminuter | Utv = Utvisningsminuter | Utv = Utvisningsminuter |
| År                            | Lag                           | Mästerskap                    | Matcher | Mål                     | Assists                 | Poäng                   | Utv                     |                         |
| ----------------------------- | ----------------------------- | ----------------------------- | ------- | ----------------------- | ----------------------- | ----------------------- | ----------------------- | ----------------------- |
| 2009                          | USA                           | U18-VM                        | 7       | 1                       | 2                       | 3                       | 4                       |                         |
| Junior totalt                 | Junior totalt                 | Junior totalt                 | 7       | 1                       | 2                       | 3                       | 4                       |                         |